# ディーン・ディクソン
チャールズ・ディーン・ディクソン（Charles Dean Dixon, 1915年1月10日 - 1976年11月3日）は、アメリカ合衆国の指揮者。

## 経歴
1915年、ニューヨーク生まれ。ジュリアード音楽院でアルバート・シュテッセルに指揮法を師事し、1939年にはコロンビア大学大学院で音楽教育学の修士号を得ている。1931年には自分でオーケストラと合唱団を組織して演奏活動を開始。1941年5月のこのオーケストラの公演にファーストレディ、エレノア・ルーズベルトが臨席して、全米の多くの新聞に配信される彼女の連載コラムMy Dayにその感想を掲載し、評判を聞いたトスカニーニの推薦でNBC交響楽団を指揮し、ニューヨーク・フィルハーモニックにも客演を重ねている。しかしNBC響の白人の奏者の何人かがアフリカ系の指揮者の下で演奏するのを嫌がり、NBC社長に談判したが断られ、彼らはニューヨーク音楽家組合に訴えるという事態があり、ディクソンは合衆国でのキャリアを断念した。
1949年にはヨーロッパにわたり、1953年から1960年までエーテボリ交響楽団の首席指揮者を務め、1961年にフランクフルト放送交響楽団の音楽監督に就任した後、1963年にはオーストラリアのシドニー交響楽団の首席指揮者に迎えられ、1967年まで務めている。1968年には来日してNHK交響楽団を指揮し、難病を発病直後で引退間際のピアニスト・田中希代子と共演している。
1970年代からはサンフランシスコ、フィラデルフィア、シカゴのオーケストラに客演を続け、スイスのチューリッヒで亡くなった。